# Phaea mariae
Phaea mariae är en skalbaggsart som beskrevs av Chemsak 2000. Phaea mariae ingår i släktet Phaea och familjen långhorningar.
Artens utbredningsområde är Guatemala. Inga underarter finns listade i Catalogue of Life.